# 藏眼蝶
藏眼蝶（學名：Tatinga thibetanus）是屬於蛺蝶科眼蝶亞科的一種蝴蝶，是藏眼蝶屬（學名：Tatinga）的唯一一種，即是一個單型分類。分佈於中國河南、寧夏、甘肅、湖北、西藏、雲南和陝西。於海拔1000米以上的高山林地活動。

## 外型
翅膀呈暗褐色。前翅翅面外半部份有淡黃色斜紋，後翅則隱約有黑色斑紋。灰白色的翅底配有黑褐色斑紋，後翅亞緣有6個黑色圓斑，前緣的一個最大。雌蝶前翅的黃斑比雄蝶的大而明顯。

## 亞種
- T. t. menpa (Yoshino, 1998) - 分佈於西藏東部
- T. t. tonpa (Yoshino, 1998) - 分佈於雲南北部
- T. t. evrardi Bang-Haas, 1933

## 腳註
1. ↑  Brower, Andrew V. Z. 2006. Tatinga Moore 1893. Tatinga thibetana (Oberthür 1876). Version 21 November 2006 (temporary). http://tolweb.org/Tatinga_thibetana/89077/2006.11.21 （页面存档备份，存于） in The Tree of Life Web Project, http://tolweb.org/ （页面存档备份，存于）
2. ↑  許家珠、魏煥志、賴平芳. . 中國: 陝西科學技術出版社. 2010年6月. ISBN 9787536947801 （中文（简体））.

## 外部連結
- 维基共享资源上的相關多媒體資源：藏眼蝶屬
- 维基共享资源上的相關多媒體資源：藏眼蝶
- 維基物種上的相關：藏眼蝶屬
- 維基物種上的相關：藏眼蝶
- Tatinga thibetanus - Catalogue of Life
- Tatinga thibetanus - The NSG's DNA sequences database
- Tatinga thibetanus （页面存档备份，存于） - funet.fi